# Néférousobek
Néférousobek est la dernière souveraine de la XIIe dynastie et la première femme connue dont on a la certitude qu'elle a régné sur l'Égypte. Elle est le premier souverain égyptien à porter un nom en l'honneur de Sobek, le dieu crocodile.

## Famille
Elle est probablement une fille d'Amenemhat III. Le nom de sa mère est inconnu. On ne lui connaît pas d'enfant non plus. Elle est peut-être la sœur ou demi-sœur d'Amenemhat IV, si ce dernier est bien le fils d'Amenemhat III.

## Règne
Néférousobek monte probablement sur le trône à la mort d'Amenemhat IV. On suppose que le fait de cette accession au trône serait dû au règne extrêmement long de son père Amenemhat III (régnant quarante-huit ans), ce qui aurait été l'origine d'un épuisement de sa succession. Certains égyptologues évoquent une co-régence avec Amenemhat IV. Or, cela n'est pas du tout avéré, et l'on n'a de plus pas retrouvé de monuments inscrits à leurs deux noms, comme plus tard lors des règnes d'Hatchepsout et Thoutmôsis III. De plus, des monuments à son nom seul ont été retrouvés dans toute l'Égypte.
Le règne de Néférousobek est attesté dans les listes royales officielles, comme la chapelle des ancêtres de Thoutmôsis III, la table de Saqqarah, ou encore le Canon royal de Turin, mais elle est absente de la liste d'Abydos. Le Canon royal de Turin lui donne trois ans, dix mois et vingt-quatre jours de règne, alors que Manéthon (qui la nomme Skémiophris) lui en donne quatre. On situe le règne de Néférousobek entre 1800 et 1797 av. J.-C. Il s'achève sur une période de troubles connue sous le nom de Deuxième Période intermédiaire. La fin de son règne marque également la fin de la XIIe dynastie et le début de la XIIIe dynastie.

### Attestations

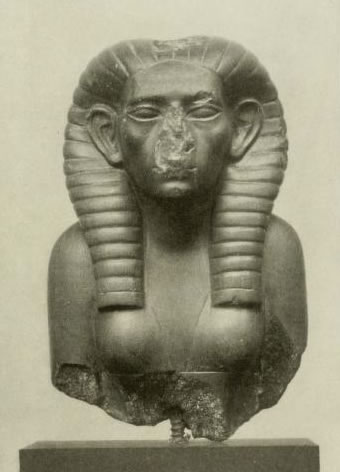
Buste de Néférousobek. Musée égyptien de Berlin, perdu.

Plusieurs traces de son règne nous sont parvenues par le biais d'inscriptions ou de vestiges statuaires. Malgré leur état fragmentaire et bien que leur lieu de découverte ne soit pas connu, ces statues sont néanmoins fondamentales car elles sont des preuves matérielles de l'existence de Néférousobek en tant que souveraine ayant reçu les attributs du pharaon :
- une statue en grès sicilifié de Néférousobek est conservée au Musée du Louvre, identifiée par son cartouche inscrit sur la boucle de sa ceinture, car seul subsiste le torse de cette statue. Elle est représentée portant une robe à larges bretelles, caractéristique de la XIIe dynastie, et est vêtue de plus d'un pagne masculin, serré à la taille par cette ceinture ; cela traduit l'ambivalence des caractères de ce personnage, une femme exerçant une fonction jusqu'alors réservée aux hommes. De plus, les retombées latérales et arrière du némès ont été conservées, ce qui traduit son statut royal. Elle s'inscrit par ailleurs dans la lignée de Sésostris III en arborant un pendentif royal similaire au sien ;
- un buste de la reine coiffée d'une perruque ronde à boucles serrées, le front orné d'un uræus et vêtue de la robe caractéristique des cérémonies liées au couronnement et notamment au jubilé du Heb-Sed, est conservé au Metropolitan Museum of Art de New York. Aucune inscription ne permet toutefois de justifier qu'il s'agisse vraiment de Néférousobek ;
- le site de l'ancienne Khatana-Qântir (près d'Avaris) a livré trois statues en basalte la représentant presque grandeur nature en costume de reine[1], ainsi qu'un sphinx mis au jour par Édouard Naville à la fin du XIXe siècle[2]. Sur ces statues, la souveraine est clairement identifiée par des inscriptions et présente des attitudes propres à la statuaire royale. Ainsi, sur une statue, elle est agenouillée et semble effectuer le geste de présentation des vases à vin globulaires, les vases nou, attitude royale attestée dès la IVe dynastie. Par ailleurs, sur une autre statue est représenté sous ses pieds le symbole des neuf arcs, un symbole de pouvoir attesté dès le règne de Djéser à la IIIe dynastie ;
- un buste avec le visage préservé du souverain est la première statue connue de la reine avec un visage. La sculpture était conservée au musée égyptien de Berlin, mais elle a été perdue pendant la Seconde Guerre mondiale. Le buste a été acheté en 1899 (numéro d'inventaire 14475). Le buste mesurait environ 14 cm de haut et était fait de grauwacke. L'identité de la femme représentée est restée longtemps inconnue[3], car la pièce n'est pas inscrite. Le visage de la femme montre clairement des signes d'âge et date donc stylistiquement de la XIIe dynastie, lorsque la plupart des sculptures montrent des personnes qui ne sont plus jeunes et sans âge comme à d'autres périodes de l'histoire égyptienne[pas clair]. Aujourd'hui, le buste est connu grâce à des images photographiques[4], mais aussi grâce à des moulages en plâtre conservés. L'égyptologue Biri Fay a pu localiser la partie restante de la statue. Elle se trouve aujourd'hui au musée des Beaux-Arts de Boston (MFA 24.742, 21,4 cm de haut[5]), mais a été retrouvée dans le temple de Taharqa dans la forteresse nubienne de Semna[6]. La partie inférieure de la statue est également non inscrite mais montre sur le trône les signes hiéroglyphiques « union des Deux Terres » (zmȝ-tȝwy). Il s'agit d'un symbole royal qui n'est attesté que pour les rois. Par conséquent, cette statue montre une femme qui a régné en tant que roi et doit appartenir à Néférousobek, la seule reine régnante de la fin du Moyen Empire[7].

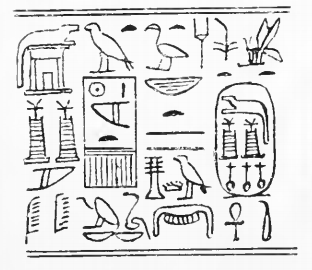
Dessin du sceau-cylindre de Néférousobek. British Museum.

D'autres découvertes viennent compléter ces témoins de son existence et de son règne : 
- une stèle fragmentaire découverte à Hawara dans le Fayoum par Sir William Matthew Flinders Petrie, et aujourd'hui conservée à Londres, présente la titulature de la reine à côté de celle d'Amenemhat III[8] ;
- une inscription relevant le niveau d'une crue exceptionnelle du Nil s'étant produite la troisième année de son règne a été découverte à Semna, site de l'une des forteresses que les souverains de la XIIe dynastie bâtirent en Nubie pour consolider la frontière méridionale de l'Égypte[9] ;
- un sceau-cylindrique portant sa titulature se trouve au British Museum[10] ;
- une autre inscription découverte dans le désert oriental enregistre « l'an 4, deuxième mois du Peret »[11]. Il s'agit de la plus haute trace du règne de Néférousobek attestée.

## Sépulture
La pyramide nord de Mazghouna, sans inscription, lui a été quelquefois attribuée, mais sans raison valable. Par comparaison des monuments funéraires des XIIe et XIIIe dynasties, il s'avère que ce monument date plus vraisemblablement de cette dernière. Christoffer Theis a par contre attribué la pyramide sud de Mazghouna à Néférousobek, alors qu'elle était jusque-là habituellement attribuée à Amenemhat IV. Cette pyramide présente en effet des ressemblances avec la pyramide de Hawara, construite sous le règne d'Amenemhat III.
Un lieu appelé « Sekhem-Néférousobek » (sḫm-nfr.w-sbk, « Néférousobek est puissante ») est mentionné dans le papyrus Harageh 6 trouvé à Harageh. Le lieu de découverte du papyrus pourrait indiquer que le monument se trouve dans le voisinage de la ville d'El-Lahoun, lieu de sépulture du roi Sésostris II. Cela serait plausible, d'autant plus que nous savons que l'épicentre de son règne et de celui de son père Amenemhat III se situait dans le Fayoum.

## Titulature
Dans son deuxième cartouche (où se trouve son nom de naissance), il n'est pas écrit fils de Rê mais fille de Rê. Un sceau-cylindre conservé au British Museum livre l'intégralité de la titulature de Néférousobek.

## Culture populaire
- Dans l'épisode 10 de la saison 6 d'Elementary, des faussaires tentent de créer une copie de la momie de Néférousobek.